# Tafelbier

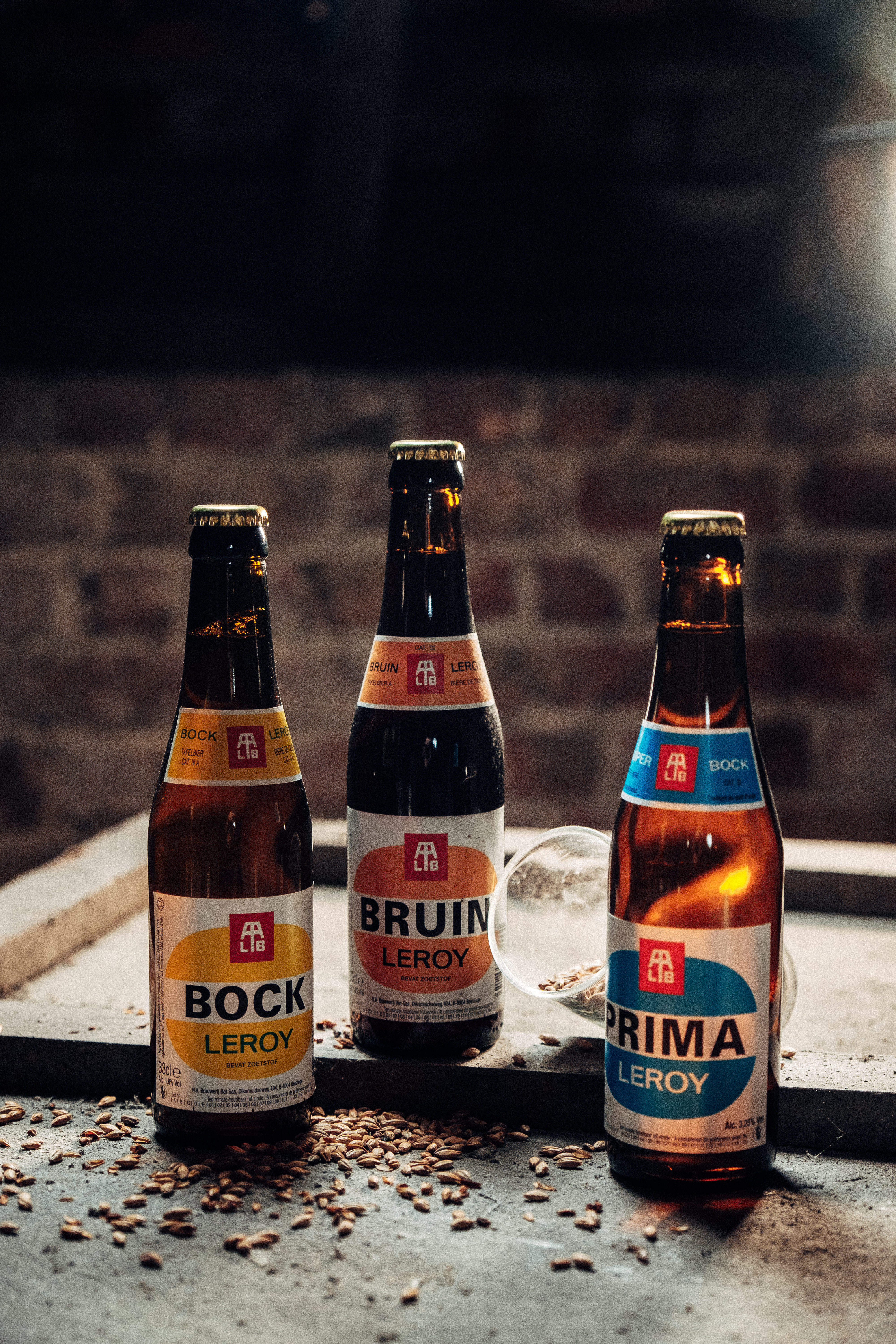
Belgisch tafelbier

Tafelbier is een wettelijk vastgestelde naam voor biersoorten die een stamwortgehalte hebben tussen de 1 en 2 graden Plato. Het gaat meestal om bier van lage gisting. De eenvoudigste manier om tafelbier te maken is om bestaande biersoorten aan te lengen met water, maar er zijn ook tafelbieren met een eigen smaak en merk.
Vanwege de afwezigheid van schoon drinkwater werd in de middeleeuwen en nog eeuwen daarna bij de maaltijden veelal bier gedronken. Door het brouwproces werden in het water aanwezige ziektekiemen gedood. Dit bier had een gering alcoholgehalte en werd ook aan kinderen gegeven. Tafelbier, zoals het Nederlandse 'oud bruin', had nog in de twintigste eeuw de reputatie dat het gunstig was voor de productie van de hoeveelheid borstvoeding.
Tafelbier is in België populairder dan in Nederland. 

## Merken tafelbier

### Nederland
| Biernaam               | Alcoholpercentage | Brouwerij                 |
| ---------------------- | ----------------- | ------------------------- |
| Alfa Oud Bruin         | 2,5%              | Alfa Brouwerij            |
| Bavaria Oud Bruin      | 3%                | Brand Bierbrouwerij       |
| Brand Oud Bruin        | 3,5%              | Brand Bierbrouwerij       |
| Budels Oud Bruin       | 3,5%              | Budelse Brouwerij         |
| Dommelsch Oud Bruin    | 2%                | Dommelsche Bierbrouwerij  |
| Grolsch Oud Bruin†     | 2,5%              | Grolsche Bierbrouwerij    |
| Gulpener Oud Bruin     | 3%                | Gulpener Bierbrouwerij    |
| Heineken Oud Bruin†    | 2,5%              | Heineken                  |
| Hengelo Bier Oud Bruin |                   | Hengelosche Bierbrouwerij |
| Hertog Jan Oud Bruin†  | 2%                | Hertog Jan Brouwerij      |
| Lindeboom Oud Bruin    | 3,5%              | Bierbrouwerij Lindeboom   |
| Maallust Armoedzaaier  | 2,5%              | Bierbrouwerij Maallust    |
| Oranjeboom Oud Bruin   | 2,5%              | Oranjeboom Bierbrouwerij  |

### Denemarken
Een traditioneel Deens tafelbier is hvidtøl, wat letterlijk vertaald witbier betekent. Het is echter geen tarwebier zoals Belgisch of Duits witbier.

### België
| Biernaam                  | Alcoholpercentage | Brouwerij              |
| ------------------------- | ----------------- | ---------------------- |
| Alken faro                | 1,3%              | Alken-Maes             |
| Alken special blonde      | 1,4%              | Alken-Maes             |
| Bavaro                    | 3,4%              | Brouwerij Haacht       |
| Bavik dinner beer blond   | 1,7%              | Brouwerij Bavik        |
| Bavik dinner beer faro    | 1,7%              | Brouwerij Bavik        |
| Bavik triple bock         | 2,8%              | Brouwerij Bavik        |
| Biertoren blond           | 1,5%              | Brouwerij Huyghe       |
| Biertoren bruno           | 1,5%              | Brouwerij Huyghe       |
| Biertoren special         | 1,5%              | Brouwerij Huyghe       |
| Bios blond                | 2,4%              | Bios                   |
| Bios bruin                | 2,4%              | Bios                   |
| Bockor dubbel blond       | 1,3%              | Brouwerij Bockor       |
| Bockor faro               | 1,3%              | Brouwerij Bockor       |
| Caramel biere de table    | 1,5%              | Eupener                |
| Coq Hardi biere bock      | 3,4%              | Brouwerij Haacht       |
| Eupener caramel           | 1,8%              | Eupener                |
| Facon tafelbier blond     | 1,5%              | Facon                  |
| Facon tafelbier bruin     | 1,5%              | Facon                  |
| Faro                      | 1,5%              | Alken-Maes             |
| Gigi double blonde        | 1,17%             | Brasserie Gigi         |
| Gigi speciale             | 2,38%             | Brasserie Gigi         |
| Haacht blonde             | 1,5%              | Brouwerij Haacht       |
| Huyghe blond              | 2%                | Brouwerij Huyghe       |
| Huyghe bruin              | 2%                | Brouwerij Huyghe       |
| Huyghe faro               | 2%                | Brouwerij Huyghe       |
| Itters Bruin              | 1,25%             | Brouwerij Cornelissen  |
| Lefebvre blonde           | 1,5%              | Lefebvre               |
| Lefebvre brune            | 1,7%              | Lefebvre               |
| Lefebvre triple blonde    | 3%                | Lefebvre               |
| Leroy blond               | 1,8%              | Leroy Breweries        |
| Leroy bruin               | 1,8%              | Leroy Breweries        |
| LGHT                      | 3,5%              | Brouwerij Jessenhofke  |
| Louwaege dubbel blond     | 1,4%              | Brouwerij Louwaege     |
| Louwaege faro             | 1,4%              | Brouwerij Louwaege     |
| Maltosa                   | 1,4%              | Brouwerij Haacht       |
| Martens tafelstout        | 1,35%             | Martens                |
| Match blond tafelbier     | 1,5%              | Brouwerij Huyghe       |
| Match bruin tafelbier     | 1%                | Brouwerij Huyghe       |
| Match tripel tafelbier    | 3,4%              | Brouwerij Huyghe       |
| Piedbœuf blonde           | 1,1%              | Brouwerij Piedbœuf     |
| Piedbœuf dubbel - foncée  | 1,5%              | Brouwerij Piedbœuf     |
| Piedbœuf tripel - triple  | 3,8%              | Brouwerij Piedbœuf     |
| Prima Leroy               | 3,25%             | Brouwerij Het Sas      |
| Riva baviere              | 2%                | Riva                   |
| Riva bruine speciale      | 2%                | Riva                   |
| Roman bleek               | 1,2%              | Roman                  |
| Roman bruin               | 1,2%              | Roman                  |
| Royale blonde             | 1,2%              | Silly                  |
| Sernia bock               | 3,8%              | Brouwerij Piedbœuf     |
| Silly (Bock)              | 3%                | Silly                  |
| Silly triple bock         | 4%                | Silly                  |
| Slaghmuylder's oud bier   | 2,5%              | Brouwerij Slaghmuylder |
| Slaghmuylder's tafel hell | 2,5%              | Brouwerij Slaghmuylder |
| Strubbe faro              | 2%                | Brouwerij Strubbe      |
| Strubbe oud bier          | 2,1%              | Brouwerij Strubbe      |
| Strubbe pilsen            | 2,1%              | Brouwerij Strubbe      |
| Super brune               | 1,17%             | Gigi                   |
| Special Blonde            | 1,5%              | Alken-Maes             |
| Triplor (family's beer)   | 3,5%              | Roman                  |
| Unic-bier                 | 3,17%             | Gigi                   |
| Vera dubbel blond         | 2%                | Brouwerij Verhaeghe    |
| Vera ouden bruinen        | 2%                | Brouwerij Verhaeghe    |
| Vera special              | 2%                | Brouwerij Verhaeghe    |
| Verhaeghe triple blond    | 3,5%              | Brouwerij Verhaeghe    |
| Verlinden extra bruin     | 1,5%              | Brouwerij Huyghe       |
| Verlinden special blond   | 1,5%              | Brouwerij Huyghe       |
| Very Diest                | 1%                | Brouwerij Haacht       |
| Walrave extra tafelbier   | 2,5%              | Brouwerij Walrave      |